# ГЕС Пассі
ГЕС Пассі (фр. de Passy) — гідроелектростанція на південному сході Франції, споруджена на річці Арв (ліва притока Рони), яка у верхів'ях відділяє масив Монблан (Грайські Альпи) та Савойські Передальпи.
Ресурс для роботи станції відводиться із Арву за допомогою невеличкої греблі довжиною 26 метрів, яка складається із трьох шлюзів для перепуску води. Від утвореного нею водосховища Houches об'ємом 200 тис. м3 прокладений дериваційний тунель довжиною 6 км. Спочатку він прямує по правобережжю річки, під гірськими масивами Aiguilles Rouges та Haut-Giffre (Савойські Передальпи), приймаючи по дорозі додатковий ресурс із водозабору на La Diosaz (права притока Арву, яка розділяє тільки що згадані два масиви). Потім тунель за допомогою сифону долає Арв та переходить на його лівий берег, що відноситься до відрогів Монблану. Перетнувши їх та вийшовши знову у долину Арву (річка описує в цьому місці вигнуту на північ дугу) тунель переходить у напірний водогін до машинного залу довжиною 0,9 км та діаметром 2,4 метра. 
Машинний зал ГЕС, введеної в експлуатацію у 1951 році, обладнано чотирма турбінами типу Пелтон загальною потужністю 104 МВт, які при напорі у 388 метрів забезпечують виробництво 379 млн кВт-год електроенергії на рік.
Видача продукції відбувається по ЛЕП, що працює під напругою 225 кВ.
У 2012 році оголосили про проект спорудження нового напірного водоводу, який тепер має бути виконаний у підземному варіанті. Нови об'єкт матиме загальну довжину 610 метрів (в тому числі 230 метрів вертикальної шахти) та діаметр 2,4 метра. Його введення в експлуатацію заплановане на 2018 рік.